# Операція «Казино»
«Опера́ція „Казино́“» (англ. The House, дослівно «Буди́нок») — американська кінокомедія режисера і сценариста Ендрю Джея Коена 2017 року. Стрічка розповідає про сімейну пару, що відкрила підпільне казино. У головних ролях: Вілл Ферелл, Емі Полер, Раян Сімпкінс. Показ фільму в широкому кінопрокаті розпочався 26 червня 2017 року (Каліфорнія, США), з 29—30 червня — в низці країн світу, і у тому числі і в Україні.

## У ролях
| Актор               | Персонаж         | Роль                 |
| ------------------- | ---------------- | -------------------- |
| Вілл Ферелл         | Скот Йогансен    | чоловік Кейт         |
| Емі Полер           | Кейт Йогансен    | дружина Скота        |
| Раян Сімпкінс       | Алекс Йогансен   | донька Скота і Кейт  |
| Джейсон Манцукас    | Френк            | найкращий друг Скота |
| Нік Кролл           | Боб Шеффер       | радник мерії         |
| Еллісон Толман      | Дон Мейвезер     | фінансова радниця    |
| Міхаела Воткінс     | Райна Теодоракіс | дружина Френка       |
| Джеремі Реннер      | Томмі Папулі     | місцевий бос мафії   |
| Рендалл Парк        | Баклер           | хлопець з Волл-стріт |
| Александра Даддаріо | Корсіца          |                      |

## Створення фільму

### Знімальна група
- Кінорежисер — Ендрю Джей Коен
- Сценаристи — Ендрю Джей Коен і Брендан О'Браєн
- Кінопродюсери — Вілл Феррелл, Адам Маккей, Брендан О'Браєн
- Виконавчі продюсери — Джессіка Ельбаум, Марк С. Фішер, Кріс Генчі
- Композитори — Ендрю Фельтенштайн і Джон Нау
- Кінооператор — Джес Шелтон
- Кіномонтаж — Еван Генке, Майкл Л. Сейл
- Підбір акторів — Еллісон Джоунс
- Художник-постановник — Клейтон Гартлі
- Артдиректори — Елліотт Глік
- Художник по костюмах — Крістофер Ороза[8].

### Виробництво
Знімання фільму розпочалося 14 вересня 2015 року.

## Сприйняття

### Оцінки і критика
Від кінокритиків фільм отримав погані відгуки: Rotten Tomatoes дав оцінку 16 % на основі 37 відгуків від критиків (середня оцінка 3,4/10). Загалом на сайті фільм має погані оцінки, фільму зарахований «гнилий помідор» від фахівців, Metacritic — 31/100 на основі 17 відгуків критиків. Загалом на цьому ресурсі від фахівців фільм отримав погані відгуки.
Від пересічних глядачів фільм теж отримав погані відгуки: на Rotten Tomatoes 46 % зі середньою оцінкою 3,2/5 (8 619 голосів), фільму зарахований «розсипаний попкорн», на Metacritic — 3,1/10 на основі 8 голосів, Internet Movie Database — 5,7/10 (886 голосів).

### Касові збори
Під час показу у США, що розпочався 30 червня 2017 року, протягом першого тижня фільм був показаний у 3 134 кінотеатрах і зібрав 9 000 000 $, що на той час дозволило йому зайняти 6 місце серед усіх прем'єр. Станом на 2 липня 2017 року фільм зібрав у прокаті в США 9 000 000 доларів США, а у решті світу 2 700 000 $, тобто загалом 11 700 000 доларів США при бюджеті 40 млн доларів США.

### Виноски
1. ↑  Person Profile // Internet Movie Database — 1990.
2. 1 2  The House: Release Info (англ.). Internet Movie Database. Процитовано 19 березня 2017.
3. 1 2  Операція "Казино". Kino-teatr.ua. Процитовано 19 березня 2017.
4. 1 2  Mike Fleming Jr (25 лютого 2015). New Line Wins Auction For ‘The House’; Will Ferrell To Star In Script By ‘Neighbors’ Duo (англ.). Deadline.com. Процитовано 19 березня 2017.
5. 1 2 3 4  The House (англ.). Box Office Mojo. Процитовано 2 липня 2017.
6. 1 2  The House (2017) (англ.). The Numbers. Процитовано 2 липня 2017.
7. ↑  Операція «Казино». Kinomania. Архів оригіналу за 19 березня 2017. Процитовано 19 березня 2017.
8. ↑  The House: Full Cast & Crew (англ.). Internet Movie Database. Процитовано 19 березня 2017.
9. ↑  SSN Insider Staff (18 вересня 2015). On the Set for 9/18/15: Rian Johnson Calls Action on Star Wars: Episode 8, Ghostbusters & The Magnificent Seven Wrap (англійською) . SSN Insider. Архів оригіналу за 21 лютого 2016. Процитовано 19 травня 2017.
10. 1 2  The House (англ.). Rotten Tomatoes. Процитовано 2 липня 2017.
11. 1 2  The House (англ.). Metacritic. Процитовано 2 липня 2017.
12. ↑  The House (англ.). Internet Movie Database. Процитовано 2 липня 2017.